# Pinus palustris
Pinus palustris, tên thông dụng thường được gọi là thông lá dài, là một loài thông bản địa đông nam Hoa Kỳ, được tìm thấy dọc theo các đồng bằng ven biển từ miền đông Texas với Virginia về phía đông nam kéo dài đến miền bắc và miền trung Florida.
Loài này đạt tới chiều cao 30–35 m (98–115 ft) và đường kính từ 0,7 m (28 in). Trong quá khứ, đã có báo cáo cây dài lên đến 47 m (154 ft) với đường kính 1,2 m (47 in).
Vỏ cây dày, màu nâu đỏ, và có vảy. Các lá có màu xanh đen, hình kim, và mọc từng cụm 3 lá. Lá thường là xoắn và khá dài 20–45 cm. Đây là một trong hai loài thông đông nam Hoa Kỳ với lá kim dài.